# Mistrovství světa v boxu 2017
XIX. mistrovství světa v boxu proběhlo v Hamburku, Německo ve dnech 25. srpna až 2. září 2017. Organizátorem turnaje mistrovství světa byla International Boxing Association (AIBA).

## Česká stopa
Česko nemělo na tomto mistrovství světa zastoupení. Žádný český boxer nesplil podmínky kvalifikace.

## Výsledky
| Muži   | Zlato                       | Stříbro                   | Bronz                    | Bronz                          |
| ------ | --------------------------- | ------------------------- | ------------------------ | ------------------------------ |
| –48 kg | Joahnys Argilagos (CUB)     | Hasanboy Doʻsmatov (UZB)  | Džomart Eržan (KAZ)      | Yuberjen Martínez (COL)        |
| –52 kg | Yosvany Veitía (CUB)        | Jasurbek Latipov (UZB)    | Tamir Galanov (RUS)      | Kim In-kju (KOR)               |
| –56 kg | Kairat Eralijev (KAZ)       | Duke Ragan (USA)          | Peter McGrail (ENG)      | Gaurav Bidhuri (IND)           |
| –60 kg | Sofiane Oumiha (FRA)        | Lázaro Álvarez (CUB)      | Otar Jeranosiani (GEO)   | Dordžňambúgín Otgondalaj (MGL) |
| –64 kg | Andy Cruz (CUB)             | Iqboljon Xoldorov (UZB)   | Freudis Rojas (USA)      | Ovanes Bačkov (ARM)            |
| –69 kg | Shahram Gʻiyosov (UZB)      | Roniel Iglesias (CUB)     | Abylajhan Džusipov (KAZ) | Abbas Baraou (GER)             |
| –75 kg | Oleksandr Chyžňak (UKR)     | Abilhan Amankul (KAZ)     | Kamran Šahsuvarly (AZE)  | Troy Isley (USA)               |
| –81 kg | Julio César La Cruz (CUB)   | Joseph Ward (IRL)         | Carlos Mina (ECU)        | Bektemir Meliqoʻziyev (UZB)    |
| –91 kg | Erislandy Savón (CUB)       | Jevgenij Tiščenko (RUS)   | Sanjar Tursunov (UZB)    | Vasilij Levit (KAZ)            |
| +91 kg | Magomedrasul Medžidov (AZE) | Kamšybek Konkabajev (KAZ) | Arsene Fokou (CMR)       | Joseph Goodall (AUS)           |

## Medailová bilance
V boxu se rozdělilo celkem 10 sad medailí.
| Pořadí | Stát              |       | Muži    | Muži  | Muži | Celkem |
| Pořadí | Stát              | Zlato | Stříbro | Bronz |      | Celkem |
| ------ | ----------------- | ----- | ------- | ----- | ---- | ------ |
| 1.     | Kuba (CUB)        |       | 5       | 2     | 0    | 7      |
| 2.     | Uzbekistán (UZB)  |       | 1       | 3     | 2    | 6      |
| 3.     | Kazachstán (KAZ)  |       | 1       | 2     | 3    | 6      |
| 4.     | Ázerbájdžán (AZE) |       | 1       | 0     | 1    | 2      |
| 5.     | Francie (FRA)     |       | 1       | 0     | 0    | 1      |
| 5.     | Ukrajina (UKR)    |       | 1       | 0     | 0    | 1      |
| 7.     | USA (USA)         |       | 0       | 1     | 2    | 3      |
| 8.     | Rusko (RUS)       |       | 0       | 1     | 1    | 2      |
| 9.     | Irsko (IRL)       |       | 0       | 1     | 0    | 1      |
| 10.    | Arménie (ARM)     |       | 0       | 0     | 1    | 1      |
| 10.    | Austrálie (AUS)   |       | 0       | 0     | 1    | 1      |
| 10.    | Kamerun (CMR)     |       | 0       | 0     | 1    | 1      |
| 10.    | Kolumbie (COL)    |       | 0       | 0     | 1    | 1      |
| 10.    | Anglie (ENG)      |       | 0       | 0     | 1    | 1      |
| 10.    | Gruzie (GEO)      |       | 0       | 0     | 1    | 1      |
| 10.    | Německo (GER)     |       | 0       | 0     | 1    | 1      |
| 10.    | Indie (IND)       |       | 0       | 0     | 1    | 1      |
| 10.    | Mongolsko (MGL)   |       | 0       | 0     | 1    | 1      |
| 10.    | Jižní Korea (KOR) |       | 0       | 0     | 1    | 1      |
| Celkem | Celkem            |       | 10      | 10    | 20   | 40     |